# Vojtech Vodicka
Vojtech Vodicka, né le 13 janvier 1908 à Holesov en Tchéquie, est un joueur tchécoslovaque de tennis.

## Carrière
Il atteint les 1/8 de finale en simple du tournoi de Roland Garros en 1948.
Il joue avec l'Équipe de Tchécoslovaquie de Coupe Davis en 1946.